# Asellus (Arctasellus) birsteini
Asellus (Arctasellus) birsteini is een pissebed uit de familie Asellidae. De wetenschappelijke naam van de soort is voor het eerst geldig gepubliceerd in 1976 door Levanidov.